# Грабовка (Репкинский район)
Гра́бовка (укр. Гра́бівка) — село Репкинского района Черниговской области Украины. Расположено на реке Вертечь. Население 26 человек.
Код КОАТУУ: 7424485602. Почтовый индекс: 15046. Телефонный код: +380 4641.

## Власть
Орган местного самоуправления — Неданчичский сельский совет. Почтовый адрес: 15046, Черниговская обл., Репкинский р-н, с. Неданчичи, ул. Титова, 69